# Бронзовый век юго-западной Иберии

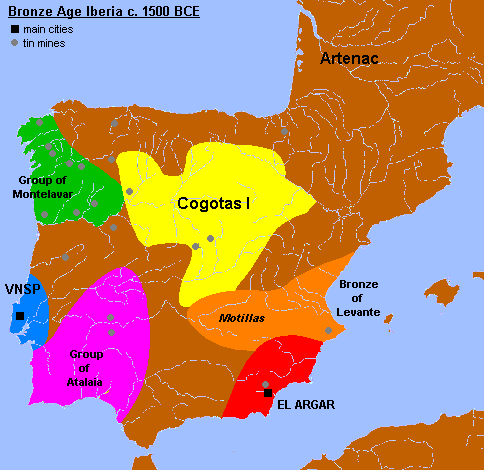
Горизонт Аталайя — апогей ЮЗИБ

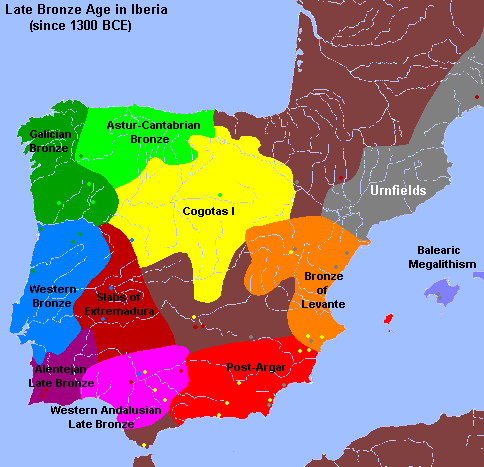
Поздний бронзовый век Пиренейского полуострова

Бронзовый век юго-западной Иберии, или Юго-западная иберская бронза, ЮЗИБ (англ. South-Western Iberian Bronze) — общий термин для ряда археологических культур бронзового века на юге Португалии и близлежащих территориях юго-западной Испании (современные провинции Уэльва, Севилья, Эстремадура). Эти культуры вытеснили более ранние культуры поселений и мегалитов, существовавшие там же в эпоху энеолита. Являются предшественниками культуры Тартесса.

## Характеристика
Характеризуется индивидуальными погребениями в ящиках-кистах, где вместе с покойным клали бронзовый кинжал. Намного более редкими, при этом более впечатляющими являются гробницы типа grabsystem, состоящие из трёх примыкающих друг к другу каменных помещений круглой формы с отверстием в каждой. Поверх этих гробниц, где, видимо, покоились вожди, насыпались курганы.

## Стадии
1. горизонт Феррадейра (термин Х. Шубарта[1], около 1900—1500 гг. до н. э.): сохраняет немало пережитков энеолита (является поздним горизонтом культуры колоколовидных кубков, наряду со своим северным аналогом - группой Монтелавар[2]), однако погребения — уже индивидуальные. На эту культуру оказала влияние культура Вила-Нова-де-Сан-Педру.
2. горизонт Аталайя (около 1500—1100 гг. до н. э.): появляются могилы типа «погребальных систем» (grabsystem). Синхронен Аргарской культуре B, но продолжается и после исчезновения последней. Именно на этой стадии культура простирается до Эстремадуры и запада Андалусии.
3. горизонт Санта-Витория (около 1100—700 гг. до н. э.): заканчивается с наступлением раннего железного века.